# Can't Stop Loving You
Can't Stop Loving You è il decimo brano dal cantante inglese Phil Collins del suo settimo album da solista Testify, uscito nel 2002. La canzone è stata il primo singolo di Testify. È stata anche pubblicata come la dodicesima traccia del primo CD della compilation del 2004, Love Songs: A Compilation... Old and New. Sebbene la canzone fosse destinata a un ruolo minore, è stata ancora un altro numero uno della Billboard. La canzone ha anche raggiunto il numero dieci sulla Eurochart.
La canzone è stata originariamente registrata da Collins nel 2000 per un progetto di canzoni d'amore insieme a Least You Can Do, ma entrambe le tracce sono state pubblicate nel 2002 con l'album Testify.
In realtà la canzone di Collins è solo una cover di I Can not Stop Loving You (Though I Try) scritta da Billy Nicholls e pubblicata nel 1978 da Leo Sayer nel suo album omonimo con etichetta Chrysalis. Ha raggiunto la posizione numero 6 nella classifica dei singoli del Regno Unito ed è stato classificato come disco d'argento.

## Video musicale
Il videoclip è stato pubblicato sul canale YouTube del cantante.

## Tracce
1. Can't Stop Loving You – 4:18
2. High Flying Angel (U.S. Single & Japan Testify Only) – 4:44